# Football Club Lahti
El Football Club Lahti és un club de futbol finlandès de la ciutat de Lahti.

## Història
El FC Lahti es va fundar el 1996 quan dos destacats clubs de la ciutat, el FC Kuusysi i el Reipas Lahti, es van fusionar. Es creà un equip reserva, el FC Pallo-Lahti, que desaparegué al cap de dues temporades.
El FC Kuusysi es fundà 1934 i vestia samarreta i pantaló blancs. Es va anomenar:
- 1934: Lahden Pallo-Miehet (LPM)
- 1964: Upon Pallo Lahti (UponP)
- 1969: FC Kuusysi

El Reipas Lahti es fundà 1891 i vestia samarreta de ratlles verticals negres i carbasses i pantaló negre. Es va anomenar:
- 1891: Reipas Viipuri
- 1945: Reipas Lahti, que canvià de ciutat després de la II Guerra Mundial en ser annexionada Viipuri per la Unió Soviètica

L'any 2007 guanyà la Copa de la Lliga.

## Palmarès
- Lliga finlandesa de futbol:
  - 1982, 1984, 1986, 1989, 1991 (Kuusysi Lahti)
  - 1963, 1967, 1970 (Reipas Lahti)

- Copa finlandesa de futbol:
  - 1983, 1987 (Kuusysi Lahti)
  - 1964, 1972, 1973, 1974, 1975, 1976, 1978 (Reipas Lahti)

- Copa de la lliga finlandesa de futbol:
  - 2007

## Futbolistes destacats
- Jari Litmanen
- Petri Pasanen
- Mika Väyrynen
- Petri Tiainen
- Pekka Lagerblom
- Njazi Kuqi
- Tuomas Haapala
- Michał Sławuta
- Marko Kristal
- Indrek Zelinski